# L'Émeraude fatale (film, 1920)
Pour les articles homonymes, voir L'Émeraude fatale.
L'Émeraude fatale (en allemand : Abend – Nacht – Morgen, litt. « Soir – Nuit – Matin ») est un film policier allemand réalisé par Friedrich Wilhelm Murnau, sorti en 1920.
Le film est considéré comme perdu.

## Synopsis
Maud est l'amante de Chester, un millionnaire qui la comble d'argent et de cadeaux. Maud en confie une partie à son frère dissolu, Brillburn. Ce dernier remarque un collier de perles particulièrement précieux dans une vitrine et dit à Maud de le demander à Chester. Elle s'exécute, et Chester l'achète pour elle. Chester parle du collier à son ami, Prince, lourdement endetté.
Cette nuit-là, Prince s'introduit dans la maison de Chester pour voler le collier. Ne sachant pas où il se trouve, il casse délibérément un vase. Chester descend pour s'enquérir de la provenance du bruit et Prince découvre où il a caché le collier. Prince assomme Chester, puis commence à simuler le suicide de Chester par pendaison. Il fume une cigarette en tapant une lettre annonçant son suicide. c'est à ce moment que Brillburn entre dans la maison pour voler le collier. Réalisant qu'il doit cacher le collier ou être attrapé, Prince se rend dans la salle à charbon adjacente et y cache le collier. Il retire un gros morceau de charbon pour redonner à la pile un aspect normal.
Pendant ce temps, Brillburn trouve Chester avec un nœud coulant autour du cou. Il utilise son poignard pour couper le nœud coulant mais perd un bouton de son manteau. Brillburn s'enfuit. Chester jette par la fenêtre le morceau de charbon qui atteint Brillburn à la tête, l'étourdissant. Maud se réveille à son tour et, trouve la maison en désordre, empêche Prince de partir. Le détective Ward est convoqué. Il trouve Brillburn inconscient sur la pelouse et soupçonne immédiatement qu'il a agressé et volé Chester. Lorsque le détective Ward découvre le mégot de la cigarette chère de Prince, il se rend compte qu'un autre homme était dans la maison. Interrogé, Prince raconte des mensonges contradictoires sur la raison pour laquelle il était dans la maison. Le morceau de charbon conduit Ward au collier caché. Il attend que le voleur réapparaisse et réclame son butin, et arrête dûment Prince.

## Distribution
- Bruno Ziener : Cheston, un homme riche, l'amant de Maud
- Gertrude Welcker : Maud, une dame du demi-monde
- Conrad Veidt : Brilburn, le frère de Maud
- Carl von Balla : Prince, un joueur
- Otto Gebühr : Ward, un détective